# Jaan-Eik Tulve
Jaan-Eik Tulve, né le 30 septembre 1967, à Tallinn, est le directeur artistique et chef d'orchestre de l'ensemble Vox Clamantis.

## Biographie
En 1991 Jaan-Eik Tulve est diplômé du Conservatoire d'État de Tallinn comme chef de chœur, et en 1993 du Conservatoire national supérieur de musique et de danse de Paris, avec une spécialisation en direction de chœur de chant grégorien. Il devient ensuite assistant du professeur Louis-Marie Vigne. Il a donné des cours de chant grégorien, entre autres en France, Belgique, Italie, Norvège, aux îles Féroé, en Lituanie, Finlande et Estonie.
Depuis 1996, il est professeur de chant grégorien à l'Académie estonienne de musique et de théâtre. En 1999, il participe en tant qu'expert au projet de l'Académie Sibelius « Gregoriana Fennica » portant sur les anciens manuscrits finlandais.
Il a travaillé avec plusieurs chœurs monastiques et a collaboré avec Dom Daniel Saulnier du monastère bénédictin de Solesmes en France.
De 1992 à 1996, Jaan-Eik Tulve dirige le Chœur grégorien de Paris, avec lequel il se produit en Europe ainsi que, par exemple, au Liban et au Maroc et reçoit des prix pour ses enregistrements. Il dirige également le chœur des moines du monastère de Sant'Antimo en Italie et le Chœur national d'hommes d'Estonie.
En 1993, Jaan-Eik Tulve fonde à Paris le groupe Lac et Mel qui, outre le chant grégorien, s'occupe également de la polyphonie ancienne ; en 1994, il fonde la branche féminine du Chœur grégorien de Paris et en 1996 l'ensemble Vox Clamantis à Tallinn.

## Prix
- Médaille de la classe White Star V 2007
- 2011 Prix annuel du Sound Art Fund de la Fondation culturelle estonienne (avec Vox Clamantis)
- Prix de la culture 2013 de la république d'Estonie
- Bourse 2016 Vivre et briller
- Musicien de l'année 2018 [4]

## Vie privée
Jaan-Eik TUlve est marié à la compositrice Helena Tulve.